# Orgullecida
 Orgullecida (in italiano: Orgogliosa) è un brano musicale composto da Eliseo Silveira nel 1930.
La canzone è un inno all'autostima e all'amore. Fin dal primo verso, la protagonista si mostra orgogliosa della propria bellezza e della perfezione. 
Inoltre si introduce il tema dell'amore e della gelosia. La protagonista sa che la sua bellezza potrebbe suscitare gelosia negli altri, ma riconosce anche che questi sentimenti fanno parte del gioco dell'amore. 
Infine la protagonista sa che la sua bellezza e perfezione potrebbero suscitare gelosia negli altri, ma è anche consapevole che questi sentimenti fanno parte del gioco dell'amore. 
La canzone si conclude con una dichiarazione d'amore. E ammette che c'è una persona che è riuscita a conquistare il suo cuore. Questa persona è la sua unica illusione. 

## La versione di Buena Vista Social Club

### Musicisti
- Eliades Ochoa – voce
- Ibrahim Ferrer – voce
- Mañuel "Guajiro" Miraba - tromba
- Orlando Cachaíto López – contrabbasso
- Carlos González – bongo, campanaccio
- Alberto "Virgilio" Valdés – maracas
- Joachim Cooder - dumbek
- Mañuel "Puntillita" Licea - cori
- Juan de Marcos González – direzione coro
- Luis Barzaga – coro